# Toyota Lexcen

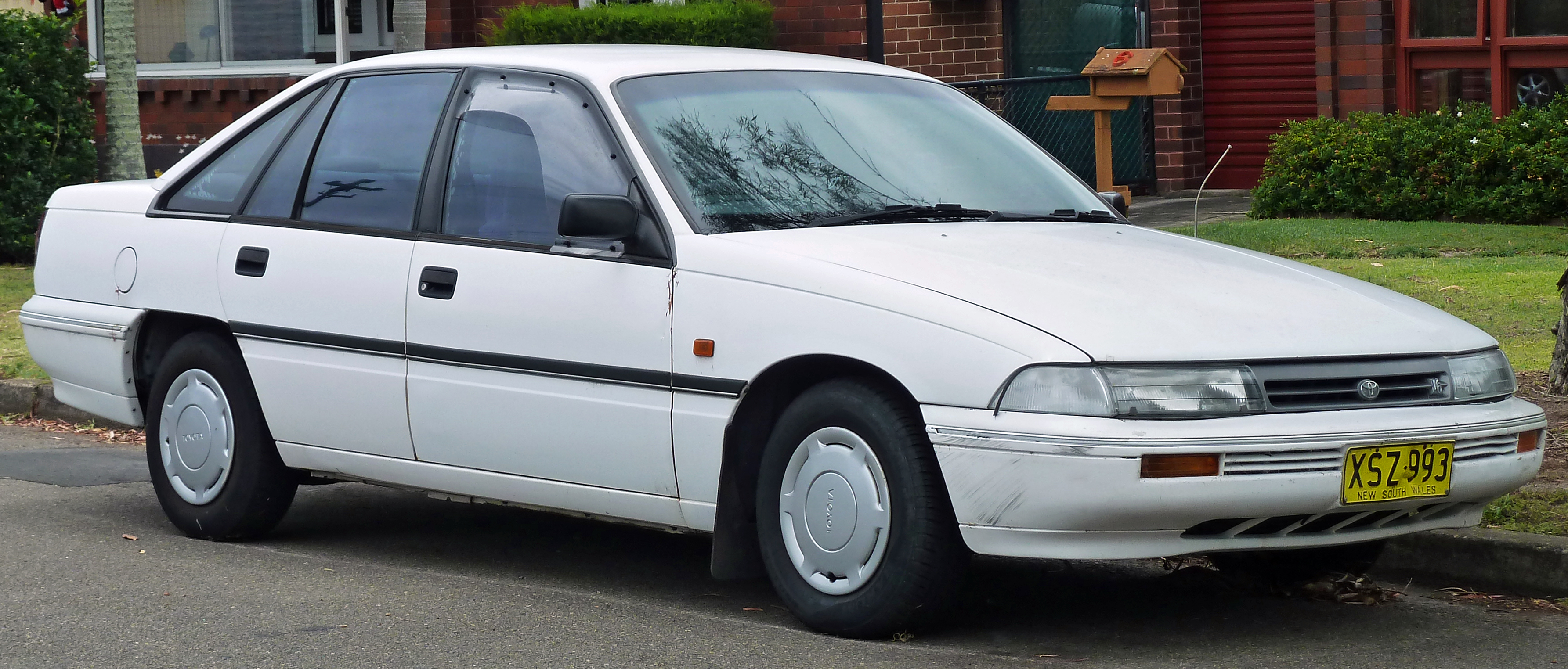
Toyota Lexcen (1991–1992)

Der Toyota Lexcen ist ein von 1989 bis 1996 von dem japanischen Automobilhersteller Toyota in Australien und Neuseeland verkauftes Modell der oberen Mittelklasse.
Beim Lexcen, benannt nach dem australischen Yachtkonstrukteur Ben Lexcen, handelte es sich um Varianten des Holden Commodore, die bei Holden gebaut und über Toyota vertrieben wurden und die nur minimale Unterschiede zu den Holden-Modellen aufwiesen. Im Lexcen, der als viertürige Limousine und fünftüriger Kombi angeboten wurde, war nur der 3,8-Liter-V6-Motor des Commodore lieferbar, nicht dessen Fünfliter-V8, und die Ausstattungsstufen trugen andere Bezeichnungen (Basis, GL, GXL; später CSi, VXi und Newport).